# Забави патріотів (Мотор'ролла)
Забави патріотів — перший студійний альбом гурту «Мотор'ролла».

## Треклист
1. Революція
2. Ковдра
3. Коли б ти була
4. Йди собі
5. Моя люба (за уч. М. Одольської)
6. На смітнику життя
7. Джонатан Левінгстон
8. Будемо вільні
9. Ой, на горі
10. Смакуючи вино
11. Забави патріотів

## Відео
- Революція (відеокліп) (1996)